# Principios judíos de la fe
No existe una formulación establecida de principios de fe que sean reconocidos por todas las ramas del judaísmo . La autoridad central en el judaísmo no reside en ninguna persona o grupo -aunque el Sanedrín, el tribunal religioso judío supremo, cumpliría esta función si se restableciera-, sino en las escrituras sagradas, las leyes y las tradiciones del judaísmo.
El judaísmo afirma la existencia y unicidad de Dios, y hace hincapié en la realización de obras o mandamientos junto a la adhesión a un estricto sistema de creencias. A diferencia de tradiciones como el cristianismo, que exigen una identificación más explícita de Dios, la fe en el judaísmo exige honrar a Dios mediante una lucha constante con las instrucciones divinas (Torá) y la práctica de sus mitzvot.
El judaísmo ortodoxo hace hincapié en una serie de principios básicos en sus programas educativos, entre los que destaca la creencia en que existe un Dios único, omnisciente, trascendente y no compuesto, que creó el universo y sigue ocupándose de su gobierno. El judaísmo tradicional sostiene que Dios estableció una alianza con el pueblo judío en el monte Sinaí, y le reveló sus leyes y 613 mandamientos en forma de la Torá Escrita y Oral. En el judaísmo rabínico, la Torá se compone tanto de la Torá escrita (Pentateuco) como de una tradición de ley oral, gran parte de ella codificada posteriormente en escritos sagrados (véase: Mishná, Talmud).
Tradicionalmente, la práctica del judaísmo se ha dedicado al estudio de la Torá y a la observancia de sus leyes y mandamientos. En el judaísmo normativo, la Torá, y por tanto la propia ley judía, es inmutable, pero la interpretación de la ley es más abierta. Se considera una mitzvá (mandamiento) estudiar y comprender la ley.
La contrapartida adecuada del término general inglés "faith" -como ocurre en la expresión "principles of faith"- sería el concepto de Emuná en el Judaísmo. Aunque generalmente se traduce como fe o confianza en Dios, el concepto de Emunah puede describirse más exactamente como "una convicción innata, una percepción de la verdad que transciende (...) la razón". La Emuná puede mejorarse mediante la sabiduría, el conocimiento, la comprensión y el aprendizaje de los escritos judíos sagrados.Pero la Emuná no se basa simplemente en la razón, ni puede entenderse como lo opuesto o en contraste con la razón.
Las autoridades rabínicas medievales formularon una serie de principios básicos. Éstos se presentan como bases fundamentales inherentes a la "aceptación y práctica del judaísmo".

## La concepción de Dios

### Monoteísmo
El judaísmo se basa en un monoteísmo estricto y en la creencia en un Dios único, indivisible y no compuesto. EL Shemá Israel, una de las oraciones judías más importantes, resume la naturaleza monoteísta del judaísmo: "Escucha, Israel: Yahveh es nuestro Dios; Yahveh es uno"
"El judaísmo rechaza enfáticamente cualquier concepto de pluralidad con respecto a Dios", rechazando explícitamente el politeísmo, dualismo, y el trinitarianismo, que son "incompatibles con el monoteísmo tal como lo entiende el judaísmo". La unidad de Dios se afirma muchas veces en la tradición judía. Es el segundo de los 13 principios de fe de Maimónides; Maimónides escribió que "Este Dios es Uno, no dos ni más que dos, sino Uno cuya unidad es diferente de todas las demás unidades que existen". No es uno como un género, que contiene muchas especies, es uno. Tampoco es uno como lo es un cuerpo que contiene partes y dimensiones. Pero la Suya es una unidad que no existe en ninguna otra parte" (Yad, Yesode Ha-Torah 1:7).
En la tradición judía, las concepciones dualistas y trinitarias de Dios se denominan generalmente Shituf ("asociación"), lo que significa una visión incorrecta, pero no idólatra.

### Dios es el creador del universo
La mayoría de los judíos creen que Dios es el creador del universo. Las distintas sectas judías lo ven de diferentes maneras. Por ejemplo, algunos grupos ultraortodoxos rechazan el concepto de evolución y creen que la Tierra sólo tiene unos unos pocos miles de años. Otros grupos de judíos ortodoxos y no ortodoxos no creen en una interpretación literal del relato de la creación del Génesis y, según ese punto de vista, el judaísmo no está en contradicción con el modelo científico que afirma que la edad del universo es de unos 13.770 millones de años. Norbert M. Samuelson escribe que "la cuestión de datar el universo nunca ha sido un problema de la filosofía judía, en última instancia porque esa filosofía nunca ha tomado el significado literal de la Biblia como su significado revelado y verdadero".
Aunque la actitud general judía ha sido que Dios creó el mundo ex nihilo, el rabino Marc D. Angel escribe que históricamente "ha habido una reticencia general en la tradición judía a especular sobre los aspectos metafísicos de la creación":

La afirmación importante para el judaísmo es que Dios creó de hecho el mundo; un proceso evolutivo no sucedió simplemente por sí mismo, sino que fue puesto en marcha por Dios.
Cuando la Biblia habla de que Dios creó el mundo en seis días, puede estar hablando en sentido figurado. Es difícil demostrar que la palabra yom (día) en el relato de la creación se refiera a un día de veinticuatro horas. Después de todo, el sol mismo no fue creado hasta el cuarto "día", por lo que es imposible sostener que los tres primeros "días" fueran días tal como los conocemos. Una forma más adecuada de entender el relato de la creación es que Dios creó el universo en seis etapas, y cada una de estas etapas puede haber durado millones de años, o veinticuatro horas, o instantes. En resumen, el judaísmo insiste en que Dios creó el mundo, que lo creó por etapas y que sigue manteniendo el universo que creó. Los detalles específicos del proceso de la creación no son fundamentales para el pensamiento judío.

Moises Maimónides que "en virtud de la existencia del Creador, todo existe" y argumenta en su Guía de los Perplejos (2:13) del siglo XII que "el tiempo mismo forma parte de la creación" y que, por tanto, "cuando se describe a Dios como existente antes de la creación del universo, la noción de tiempo no debe entenderse en su sentido normal". El filósofo judío del siglo XV José Albo asostenía de forma similar en su Ikkarim que existen dos tipos de tiempo: "El tiempo medido que depende del movimiento, y el tiempo en abstracto", el segundo de los cuales no tiene origen y es "el espacio infinito de tiempo anterior a la creación del universo". Albo argumentó que "aunque es difícil concebir a Dios existiendo en tal duración, es igualmente difícil imaginar a Dios fuera del espacio". Otros escritores judíos han llegado a conclusiones diferentes, como el erudito del siglo XIII Bahya ben Asher, el erudito del siglo XVI Moisés Almosnino, y el maestro Jasídico del siglo XVIII Nahman de Breslev, que expresó una opinión -similar a la expresada por el escritor neoplatónico cristiano Boecio - de que Dios "vive en el eterno presente" y transciende o está por encima de todo tiempo.

### Naturaleza de Dios
El punto de vista judío es que Dios es eterno, "sin principio ni fin", un principio enunciado en varios pasajes bíblicos. Los rabinos enseñaban una visión "bastante literal... realista" de la eternidad de Dios: Que "Dios es eterno, pero no le es dado al hombre explorar el significado completo de esta idea", y así, "uno no puede, por lo tanto, esperar encontrar en la literatura rabínica nada parecido a un examen detallado de lo que significa la eternidad divina". Una famosa afirmación de la Mishná sobre los intentos de "traspasar el velo" es la siguiente: "Quien reflexiona sobre cuatro cosas sería mejor para él no haber venido al mundo: "¿qué hay arriba? ¿qué hay abajo? ¿qué hay antes? y ¿qué hay después?".
La visión judía tradicional es que Dios es omnipotente, omnisciente, y omnibenevolente.
Sin embargo, varios pensadores judíos han propuesto un "Dios finito", a veces en respuesta al problema del mal y a ideas sobre el libre albedrío. Louis Jacobs escribe que pensadores judíos modernos como Levi Olan, haciéndose eco de algunos escritores judíos clásicos como el talmudista del siglo XIV Gersónides, han "pensado en Dios como limitado por su propia naturaleza, de modo que, si bien es infinito en algunos aspectos, es finito en otros", haciendo referencia a la idea, presente en las fuentes clásicas, de que "existe un material primigenio sin forma coexistente con Dios desde toda la eternidad sobre el que Dios tiene que trabajar, y que Dios sólo conoce el futuro en un sentido general, pero no cómo ejercerán su elección los hombres individuales". Sobre el tema de la omnisciencia y el libre albedrío, Jacobs escribe que en el periodo medieval se expusieron tres puntos de vista: Maimónides, que escribió que Dios tenía conocimiento previo y el hombre es libre; Gersonides, que escribió que el hombre es libre y, en consecuencia, Dios no tiene conocimiento completo, y Hasdai Crescas, que escribió en Or Adonai que Dios tiene conocimiento previo completo y, en consecuencia, el hombre no es realmente libre.
Varios escritores judíos han abordado la cuestión de la teodicea:  si Dios es todopoderoso y bueno, y cómo, dada la existencia del mal en el mundo, en particular el Holocausto. Jon D. Levenson sostiene que la doctrina de la omnipotencia "no tiene debidamente en cuenta la formidabilidad y resistencia de las fuerzas que contrarrestan la creación" (como el estado primordial de caos existente antes de la creación) y "lleva a descuidar el papel de la humanidad en la formación y el establecimiento del orden mundial". Hans Jonas propuso un "mito provisional" según el cual "Dios 'eligió' en el principio entregarse 'al azar y al riesgo y a la infinita variedad del devenir, adentrándose en la aventura del espacio en el tiempo". Jonas opinaba que "Dios no crea el mundo por decreto (aunque Dios crea el mundo), sino que lo guía invitándolo a nuevas posibilidades de devenir". Jonas, influido por la experiencia del Holocausto, creía que Dios es omnipresente, pero no "en todos los aspectos no temporal, impasible, inmutable y omnipotente sin reservas".
La mayor parte del judaísmo clásico considera a Dios como un dios personal. El rabino Samuel S. Cohon escribió que "Dios, tal como lo concibe el judaísmo, no sólo es la Primera Causa, el Poder Creador y la Razón del Mundo, sino también el Padre vivo y amoroso de los Hombres. No sólo es cósmico, sino también personal... El monoteísmo judío piensa en Dios en términos de carácter o personalidad definidos, mientras que el panteísmo se contenta con una visión de Dios como impersonal". Esto se muestra en la liturgia judía, como en el himno Adon Olam himno,  que incluye una "afirmación confiada" de que "Él es mi Dios, mi Dios vivo...Que escucha y responde". Edward Kessler escribe que la Biblia hebrea "retrata el encuentro con un Dios que se preocupa apasionadamente y que se dirige a la humanidad en los momentos tranquilos de su existencia". El gran rabino británico Jonathan Sacks sugiere que Dios "no está alejado en el tiempo ni distanciado, sino apasionadamente comprometido y presente". Es importante señalar que "el predicado 'personal' aplicado a Dios" no significa que Dios sea corpóreo o antropomórfico, opiniones que el judaísmo siempre ha rechazado; más bien, "personalidad" no se refiere a lo físico, sino a la "esencia interior, psíquica, racional y moral". Aunque la mayoría de los judíos creen que "Dios puede ser experimentado", se entiende que "Dios no puede ser entendido" porque "Dios es totalmente diferente a la humanidad" (como se muestra en la respuesta de Dios a Moisés cuando éste le preguntó por su nombre: "Yo Soy el que Soy"); todas las afirmaciones antropomórficas sobre Dios "se entienden como metáforas lingüísticas; de lo contrario, sería imposible hablar de Dios en absoluto".
Aunque la corriente dominante en el judaísmo es que Dios es personal, existe una "corriente alternativa de tradición ejemplificada por ... Maimónides", quien, junto con otros filósofos judíos, rechazó la idea de un Dios personal. Esto reflejaba su creencia en la teología negativa: que Dios sólo puede ser descrito por lo que Dios no es. El rabino Mordecai Kaplan, que desarrolló el judaísmo reconstruccionista y enseñó en el Seminario Teológico Judío Conservador de Estados Unidos, también rechazaba la idea de un Dios personal. En cambio, Kaplan consideraba a Dios "como una fuerza, como la gravedad, integrada en la estructura misma del universo", y creía que "puesto que el universo está construido para permitirnos obtener felicidad personal y solidaridad comunitaria cuando actuamos moralmente, se deduce que hay una fuerza moral en el universo; esta fuerza es lo que los construccionistas entienden por Dios", aunque algunos reconstruccionistas sí creen en un Dios personal. Según Joseph Telushkin y Morris N. Kertzer, el "rechazo racionalista de Kaplan a la concepción tradicional judía de Dios ejerció una poderosa influencia" en muchos rabinos conservadores y reformistas, influyendo en que muchos dejaran de creer en un Dios personal". Según la Encuesta sobre el Panorama Religioso de EE.UU. de 2008 del Foro Pew sobre Religión y Vida Pública, los estadounidenses que se identifican como judíos por su religión tienen el doble de probabilidades de favorecer las ideas de Dios como "una fuerza impersonal" frente a la idea de que "Dios es una persona con la que la gente puede tener una relación".

### Sólo a Dios se puede elevar una plegaria
El judaísmo ha enfatizado a menudo el monoteísmo estricto y la "exclusividad de la divinidad" y la oración directamente a Dios; las referencias a ángeles u otros intermediarios no suelen verse en la liturgia judía ni en los sidurs (libros de oración). El quinto principio de fe de Maimónides afirma: "Creo con perfecta fe que sólo es propio rezar a Dios", y a menudo se considera que afirma: "No se puede rezar a nadie ni a nada más". Este principio enseña que Dios es el único a quien podemos servir y alabar... Por tanto, no conviene servir (a ángeles, estrellas u otros elementos) ni hacer de ellos intermediarios para acercarnos a Dios." La literatura talmúdica muestra indicios de que ya en el siglo I de nuestra era existían oraciones judías en las que se invocaba a ángeles y otros intermediarios, y existen varios ejemplos de oraciones posteriores al Talmud, como un conocido piyyut (canto litúrgico) titulado "Ujieres de la Misericordia", que se recita antes y después de Rosh Hashanah en las Selijot (oraciones penitenciales judías).

### Revelación

#### Las Escrituras
La Biblia hebrea o Tanaj es el canon de las escrituras judías y la fuente central de la ley judía. La palabra es un acrónimo formado por las letras iniciales hebreas de las tres subdivisiones tradicionales del Tanaj: LA Torá ( ("Enseñanza", también conocida como los Cinco Libros de Moisés or Pentateuco), los Nevi'im ("Profetas") y los Ketuvim ("Escritos"). El Tanaj contiene 24 libros en total; su versión autorizada es el Texto Masorético. Según la tradición, el texto del Tanaj se concluyó en el Concilo de Jamnia en el año 70 de la era cristiana, aunque este dato es incierto. En el judaísmo, el término "Torá" se refiere no sólo a los Cinco Libros de Moisés, sino también a todas las escrituras judías (todo el Tanaj) y a las instrucciones éticas y morales de los rabinos (la Torá Oral).
Además del Tanaj, existen otras dos tradiciones textuales en el judaísmo: La Misná (tratados que exponen la Ley judía) y el Talmud (comentarios de la Misná y la Torá). Se trata tanto de codificaciones y redacciones de las tradiciones orales judías como de obras importantes del judaísmo rabínico.
El Talmud se compone del Talmud de Babilonia (producido en Babilonia hacia el año 600 de la era cristiana) y del Talmud de Jerusalén (producido en la Tierra de Israel hacia el año 400 de la era cristiana). El Talmud de Babilonia es el más extenso de los dos y se considera el más importante. El Talmud es una re-presentación de la Torá a través de "análisis y argumentos sostenidos" con "diálogo y contención desplegados" entre sabios rabínicos. El Talmud se compone de la Mishná (código legal) y la Guemará ((en arameo, "aprendizaje"), un análisis y comentario de dicho código. El rabino Adin Steinsaltz escribe: "Si la Biblia es la piedra angular del judaísmo, el Talmud es el pilar central". ... Ninguna otra obra ha tenido una influencia comparable en la teoría y la práctica de la vida judía" y afirma:

El Talmud es el depósito de miles de años de sabiduría judía, y en él se expresa la ley oral, que es tan antigua y significativa como la ley escrita (la Torá). Es un conglomerado de leyes, leyendas y filosofía, una mezcla de lógica única y astuto pragmatismo, de historia y ciencia, anécdotas y humor... Aunque su principal objetivo es interpretar y comentar un libro de leyes, es, simultáneamente, una obra de arte que va más allá de la legislación y su aplicación práctica. Y aunque el Talmud es, hasta el día de hoy, la fuente principal de la ley judía, no puede citarse como autoridad para dictar sentencia...

Aunque se basa en los principios de la tradición y la transmisión de autoridad de generación en generación, no tiene parangón en su afán por cuestionar y reexaminar las convenciones y los puntos de vista aceptados y por desenterrar las causas subyacentes. El método talmúdico de discusión y demostración intenta aproximarse a la precisión matemática, pero sin recurrir a símbolos matemáticos o lógicos.

...el Talmud es la encarnación del gran concepto de mitzvat talmud Torá - el deber religioso positivo de estudiar la Torá, de adquirir aprendizaje y sabiduría, estudio que es su propio fin y recompensa.

#### Moisés y la Torá
Los judíos ortodoxos y conservadores sostienen que la profecía de Moisés es verdadera; se le considera el principal de todos los profetas, incluso de los que vinieron antes y después de él. Esta creencia fue expresada por Maimónides, quien escribió que "Moisés era superior a todos los profetas, tanto si le precedieron como si surgieron después. Moisés alcanzó el nivel humano más alto posible. Percibió a Dios en un grado que superó a todo ser humano que haya existido jamás... Dios habló a todos los demás profetas a través de un intermediario. Moisés solo no lo necesitaba; esto es lo que quiere decir la Torá cuando Dios dice: "Boca a boca le hablaré".El gran filósofo judío Filón entiende este tipo de profecía como un nivel extraordinariamente alto de comprensión filosófica, que había alcanzado Moisés y que le permitió escribir la Torá mediante su propia deducción racional de la ley natural. Maimónides, en su Comentario a la Mishná (Maimónides, en su Comentario a la Mishná (prefacio al capítulo "Jelek", Tratado Sanedrín), y en su Mishné Torá, (en las Leyes de los fundamentos de la Torá, cap. 7), describe un concepto similar de la profecía, ya que una voz que no se originó a partir de un cuerpo no puede existir, la comprensión de Moisés se basó en sus elevados entendimientos filosóficos.
Sin embargo, esto no implica que el texto de la Torá deba entenderse literalmente, como según el caraísmo. La tradición rabínica sostiene que Dios transmitió no sólo las palabras de la Torá, sino el significado de la Torá. Dios dio normas sobre cómo debían entenderse y aplicarse las leyes, y éstas se transmitieron como tradición oral. Esta ley oral se transmitió de generación en generación y, finalmente, se escribió casi 2.000 años después en la Mishná y los dos Talmuds.
Para los judíos reformistas, la profecía de Moisés no era el grado más alto de profecía, sino la primera de una larga cadena de revelaciones progresivas en las que la humanidad fue comprendiendo cada vez mejor la voluntad de Dios. Como tales, sostienen que las leyes de Moisés ya no son vinculantes, y es la generación actual la que debe evaluar lo que Dios quiere de ellos. Este principio también es rechazado por la mayoría de los judíos reconstruccionistas, pero por una razón diferente; la mayoría postula que Dios no es un ser con voluntad; por tanto, sostienen que no puede revelarse ninguna voluntad.

#### El origen de la Torá
La Torá consta de cinco libros: Génesis, Éxodo, Levítico, Números, y Deuteronomio. Son la crónica de la historia de los hebreos y también contienen los mandamientos que deben seguir los judíos.
El judaísmo rabínico sostiene que la Torá actual es la misma que Dios entregó a Moisés en el monte Sinaí. Maimónides explica: "No sabemos exactamente cómo se transmitió la Torá a Moisés. Pero cuando fue transmitida, Moisés se limitó a escribirla como un secretario al dictado...[Así] cada versículo de la Torá es igualmente sagrado, ya que todos proceden de Dios, y todos forman parte de la Torá de Dios, que es perfecta, sagrada y verdadera."
En general, los judíosHaredíes creen que la Torá actual no difiere en nada de la que Dios entregó a Moisés, con sólo pequeños errores de redacción. Muchos otros judíos ortodoxos sugieren que a lo largo de los milenios se han deslizado algunos errores de escritura en el texto de la Torá. Señalan que los Masoretas (siglos VII a X) compararon todas las variaciones conocidas de la Torá para crear un texto definitivo. Sin embargo, incluso de acuerdo con esta postura de que los rollos que los judíos poseen hoy en día no son de letra perfecta, los rollos de la Torá son ciertamente el textus receptus de palabra perfecta que fue revelado divinamente a Moisés. De hecho, el consenso de la autoridad rabínica ortodoxa postula que esta creencia en la naturaleza perfecta de las palabras del rollo de la Torá representa un prerrequisito no negociable para la pertenencia al judaísmo ortodoxo.[cita requerida]
Aunque incluso en los círculos ortodoxos modernos hay algunos rabinos (por ejemplo, el profesor Marc Shapiro) que señalan las numerosas fuentes rabínicas de las épocas talmúdica, postmalmúdica y medieval que afirman que hubo algunos cambios en el texto, que incluyen versículos enteros, que se hicieron deliberadamente durante la época misnáica, e incluso durante los tiempos del primer templo. El profesor Shapiro enumera los numerosos rabinos medievales que discuten los cambios y adiciones que se produjeron en la época de Esdras el Escriba en su obra 'Los límites de la teología ortodoxa: Los trece principios de Maimónides reexaminados'.

#### Las palabras de los profetas son ciertas
Los Nevi'im, los libros de los Profetas, se consideran divinos y verdaderos. Esto no implica que siempre se lean literalmente: La tradición judía siempre ha sostenido que los profetas utilizaban metáforas y analogías, y hay muchos comentarios que explican y elucidan los versículos metafóricos.

#### Torá oral
Los judíos ortodoxos consideran que la Torá Escrita y la Torá Oral son lo mismo que enseñó Moisés, a todos los efectos prácticos. Los judíos conservadores tienden a creer que gran parte de la Ley Oral es de inspiración divina, mientras que los judíos reformistas y reconstruccionistas tienden a considerar que toda la Ley Oral es una creación totalmente humana. Tradicionalmente, el movimiento reformista sostenía que los judíos estaban obligados a obedecer los mandamientos éticos pero no los rituales de las Escrituras, aunque en la actualidad muchos judíos reformistas han adoptado muchas prácticas rituales tradicionales.Los judíos caraítas consideran tradicionalmente que la Torá Escrita es autoritaria, y ven la Ley Oral sólo como una interpretación posible de la Torá Escrita.
La mayoría de los judíos ortodoxos modernos estarán de acuerdo en que, si bien algunas leyes de la Ley Oral fueron dadas a Moisés, la mayoría de las leyes talmúdicas fueron derivadas orgánicamente por los rabinos de las eras mishnáica y talmúdica.

### La relación de Dios con el Hombre
El judaísmo se centra más en cómo Dios define al hombre que en intentar definir a Dios. Por tanto, se centra en lo que se espera que las personas sean o hagan, mucho más que en detallar las creencias teológicas.

#### Las personas nacen con una tendencia tanto a hacer el bien como a hacer el mal
La tradición judía hace hincapié sobre todo en el libre albedrío, y la mayoría de los pensadores judíos rechazan el determinismo,  basándose en que el libre albedrío y el ejercicio de la libre elección se han considerado una condición previa de la vida moral. "La indeterminación moral parece ser asumida tanto por la Biblia, que exhorta al hombre a elegir entre el bien y el mal, como por los rabinos, que sostienen que la decisión de seguir la inclinación buena, en lugar de la mala, corresponde a cada individuo." Maimónides afirmó la compatibilidad del libre albedrío con la presciencia de Dios (Mishneh Torah, Hilkhot Teshuvah 5). Sólo un puñado de pensadores judíos han expresado opiniones deterministas. Este grupo incluye al filósofo judío medieval Hasdai Crescas y al rabino jasídico del siglo XIX Mordechai Yosef Leiner of Izbica.
El judaísmo afirma que las personas nacen tanto con un yetzer ha-tov (יצר הטוב), una inclinación o impulso a hacer el bien, como con un yetzer hara (יצר הרע), una inclinación o impulso a hacer el mal. Estas frases reflejan el concepto de que "dentro de cada persona hay naturalezas opuestas continuamente en conflicto" y se mencionan muchas veces en la tradición rabínica. Los rabinos incluso reconocen un valor positivo a la yetzer ha-ra: sin la yetzer ha-ra no habría civilización ni otros frutos del trabajo humano. El Midrash (Bereshit Rabbah 9:7) afirma: "Sin la inclinación al mal, nadie engendraría un hijo, construiría una casa ni haría carrera". La implicación es que el yetzer ha-tov y el yetzer ha-ra se entienden mejor no sólo como categorías morales del bien y del mal, sino como el conflicto inherente en el hombre entre las orientaciones altruistas y egoístas.
El judaísmo reconoce dos clases de  "pecado": las ofensas contra otras personas y las ofensas contra Dios. Las ofensas contra Dios pueden entenderse como la violación de un contrato (el pacto entre Dios y los Hijos de Israel). Véase Opiniones judías sobre el pecado.)
Una obra rabínica clásica, Avoth de-Rabbi Natan, afirma: "Una vez, cuando Rabban Yochanan ben Zakkai paseaba por Jerusalén con el Rabino Yehosua, llegaron al lugar donde ahora estaba en ruinas el Templo de Jerusalé. "¡Ay de nosotros", gritó el rabino Yehosua, "porque esta casa donde se hizo expiación por los pecados de Israel yace ahora en ruinas!". Respondió Rabban Yochanan: "Tenemos otra fuente de expiación igualmente importante, la práctica de gemiluth ḥasadim (bondad amorosa), como se afirma: "Deseo bondad amorosa y no sacrificio" (Oseas 6:6). Además, el Talmud de Babilonia enseña que "Rabí Iojanán y Rabí Eleazar explican que mientras el Templo estuvo en pie, el altar expiaba por Israel, pero ahora, la mesa de uno expía [cuando se invita a los pobres como huéspedes]" (Talmud, tratado Berajot 55a). Del mismo modo, la liturgia de los Días de Pavor (las Altas Fiestas; es decir, Rosh HaShaná y Yom Kipur) afirma que la oración, el arrepentimiento y la tzedaká expían el pecado.
El judaísmo rechaza la creencia en "pecado original". Tanto el judaísmo antiguo como el moderno enseñan que cada persona es responsable de sus propios actos. Sin embargo, la existencia de cierta "pecaminosidad innata en cada ser humano fue discutida" tanto en la Biblia como en la Biblia. (Génesis 8:21, Salmos 51.5) y fuentes postbíblicas. Algunos apócrifos y fuentes pseudoepigráficas expresan pesimismo sobre la naturaleza humana ("Un grano de mala semilla fue sembrado en el corazón de Adán desde el principio"), y el Talmud (b. Avodah Zarah 22b) tiene un pasaje inusual que Edward Kessler describe como "la serpiente sedujo a Eva en el paraíso y la impregnó de la 'suciedad' espiritual-física que se heredó a través de las generaciones", pero la revelación en el Sinai y la recepción de la Torá limpiaron a Israel. Kessler afirma que "aunque está claro que la creencia en alguna forma de pecado original existió en el judaísmo, no se convirtió en una enseñanza dominante, ni se fijó dogmáticamente", sino que permaneció en los márgenes del judaísmo.

#### Recompensa y castigo
La opinión judía dominante es que Dios recompensará a quienes observen Sus mandamientos y castigará a quienes los transgredan intencionadamente. En la Biblia y en la literatura rabínica clásica se describen ejemplos de recompensas y castigos. La interpretación común de este principio es aceptada por la mayoría de los ortodoxos y conservadores y muchos judíos reformistas; en general, es rechazada por los reconstruccionistas. Véase también El libre albedrío en teología
La Biblia contiene referencias al Sheol, lit. penumbra, como destino común de los muertos, que puede compararse con el Hades o inframundo de las religiones antiguas. En la tradición posterior, esto se interpreta como el Infierno o como una expresión literaria para la muerte o la tumba en general.
Según pasajes agádicos del Talmud, Dios juzga quién ha seguido Sus mandamientos y quién no, y en qué medida. o al Purgatorio cristiano) para "aprende Gehinnom,es decir, Infierno, pero más análogo al Purgatorio cristiano) para "aprender la lección". Sin embargo, en su mayor parte, no hay condenación eterna. La inmensa mayoría de las almas sólo van a ese lugar de reforma durante un tiempo limitado (menos de un año). Se habla de ciertas categorías que "no tendrán parte en el mundo por venir", pero esto parece significar la aniquilación y no una eternidad de tormento.
Los racionalistas filosóficos, como Maimónides, creían que Dios no repartía realmente premios y castigos como tal. Desde este punto de vista, se trataba de creencias necesarias para que las masas creyeran a fin de mantener una sociedad estructurada y fomentar la observancia del judaísmo. Sin embargo, una vez que uno aprendía la Torá correctamente, podía aprender las verdades superiores. Según este punto de vista, la naturaleza de la recompensa es que si una persona perfeccionara su intelecto hasta el grado más alto, entonces la parte de su intelecto que se conectara con Dios -el intelecto activo – se inmortalizaría y disfrutaría de la "Gloria de la Presencia" por toda la eternidad. El castigo sería simplemente que esto no sucedería; ninguna parte del intelecto de uno se inmortalizaría con Dios. Véase La Divina Providencia en el pensamiento judío.
La Cábala (tradición mística del judaísmo) contiene otras elaboraciones, aunque algunos judíos no las consideran autorizadas.Por ejemplo, admite la posibilidad de la reencarnación, generalmente rechazada por los teólogos y filósofos judíos no místicos. También cree en un alma triple, de la que el nivel más bajo (nefesh o vida animal) se disuelve en los elementos, la capa intermedia (ruach o intelecto) va al Gan Edén (Paraíso) mientras que el nivel más alto (neshamah o espíritu) busca la unión con Dios.
Muchos judíos consideran que "Tikkun Olam" (o Reparar el mundo) es un factor motivador fundamental de la ética judía. Por lo tanto, el concepto de "vida después de la muerte", desde el punto de vista judío, no se fomenta como factor motivador de la práctica del judaísmo. De hecho, se sostiene que se puede alcanzar la cercanía a Dios incluso en este mundo mediante la perfección moral y espiritual.

#### Israel, elegido por un propósito
Dios eligió al pueblo judío para que mantuviera un pacto único con Dios; la descripción de este pacto es la propia Torá. Contrariamente a la creencia popular, los judíos no dicen simplemente que "Dios eligió a los judíos". Esta afirmación, por sí misma, no existe en ninguna parte del Tanaj (la Biblia judía). Tal afirmación podría implicar que Dios sólo ama al pueblo judío, que sólo los judíos pueden estar cerca de Dios y que sólo los judíos pueden tener una recompensa celestial. La afirmación real que se hace es que los judíos fueron elegidos para una misión específica, un deber: ser una luz para las naciones, y tener un pacto con Dios como se describe en la Torá. El judaísmo reconstruccionista rechaza incluso esta variante de la elección por considerarla moralmente caduca.
El rabino Lord Immanuel Jakobovits, antiguo Gran Rabino de la Sinagoga Unida de Gran Bretaña, describe la opinión de la corriente judía mayoritaria sobre esta cuestión: "Sí, creo en el concepto de pueblo elegido, tal como lo afirma el judaísmo en sus escrituras sagradas, sus oraciones y su tradición milenaria. De hecho, creo que todos los pueblos -y, de forma más limitada, todos los individuos- son "elegidos" o están destinados a algún fin concreto para hacer avanzar los designios de la Providencia. Sólo que unos cumplen su misión y otros no. Quizá se eligió a los griegos por sus contribuciones únicas al arte y la filosofía, a los romanos por sus servicios pioneros en derecho y gobierno, a los británicos por traer al mundo el régimen parlamentario y a los estadounidenses por pilotar la democracia en una sociedad pluralista. Los judíos fueron elegidos por Dios para ser 'peculiares para Mí' como los pioneros de la religión y la moralidad; ese era y es su propósito nacional."

#### El Mesías
El judaísmo reconoce una vida después de la muerte, pero no tiene una forma única o sistémica de pensar sobre ella. El judaísmo hace hincapié en el Olam HaZeh (este mundo) más que en el Olam haba (el Mundo Venidero), y "las especulaciones sobre el Mundo Venidero son periféricas a la corriente principal del judaísmo". En Pirkei Avot (Ética de los Padres), se dice que "una hora de penitencia y buenas acciones en este mundo es mejor que toda la vida del mundo venidero; pero una hora de reposo espiritual en el mundo venidero es mejor que toda la vida de este mundo", lo que refleja tanto una visión de la importancia de la vida en la Tierra como del reposo espiritual concedido a los justos en el otro mundo.
Los judíos rechazan la idea de que Jesús de Nazaret fuera el mesías y están de acuerdo en que el mesías aún no ha llegado. A lo largo de la historia judía ha habido una serie de pretendientes al Mesías judíos considerados falsos por los judíos, entre los que destacan Simon bar Kokhba y Sabbatai Zevi, cuyos seguidores eran conocidos como Sabateos.
El duodécimo de los 13 principios de fe de Maimónides era: "Creo con fe perfecta en la venida del mesías (mashiach), y aunque se demore, aún así lo espero cada día". Los judíos ortodoxos creen que un futuro mesías judío (el Mashiaj, "ungido") será un rey que gobernará al pueblo judío de forma independiente y según la ley judía. En una visión tradicional, se entendía que el Mesías era un descendiente humano del rey David (es decir, de la línea davídica).
El judaísmo liberal o reformista no cree en la llegada de un Mesías personal que reunirá a los exiliados en la Tierra de Israel y provocará la resurrección física de los muertos. Más bien, los judíos reformistas se centran en una era futura en la que existe un mundo perfeccionado de justicia y misericordia.

## Historia y evolución
Han aparecido varias formulaciones de las creencias judías, y existe cierta controversia sobre cuántos principios básicos existen. El rabino José Albo, por ejemplo, en Sefer Ha-Ikkarim cuenta tres principios de la fe, mientras que Maimónides enumera trece. Aunque algunos rabinos posteriores han intentado conciliar las diferencias, afirmando que los principios de Maimónides están cubiertos por la lista mucho más breve de Albo, las listas alternativas proporcionadas por otras autoridades rabínicas medievales parecen indicar cierto nivel de tolerancia hacia las distintas perspectivas teológicas.

### Ningún texto formal canonizado
Aunque en cierta medida se incorporaron a la liturgia y se utilizaron con fines de instrucción, estas formulaciones de los principios cardinales del judaísmo no tenían más peso que el que les conferían la fama y la erudición de sus respectivos autores. Ninguna de ellas tenía un carácter de autoridad análogo al que el cristianismo otorga a sus tres grandes fórmulas (el Credo de los Apóstoles, el Niceno o Constantinopolitano y el Atanasio), o al Kalimat As-Shahadat de los musulmanes. Ninguno de los muchos resúmenes de la pluma de filósofos y rabinos judíos ha sido investido de una importancia similar.

### Conversión al judaísmo
A diferencia de muchas otras religiones, el judaísmo no ha hecho grandes intentos de convertir a los no judíos, aunque la conversión formal al judaísmo está permitida. La justicia, según la creencia judía, no se limitaba a los que aceptaban la religión judía. Y los justos de entre las naciones que pusieron en práctica las siete leyes fundamentales del pacto con Noé y sus descendientes fueron declarados partícipes de la felicidad del más allá. Esta interpretación del estatus de los no judíos hizo innecesario el desarrollo de una actitud misionera. Además, los reglamentos para la recepción de prosélitos, tal como se desarrollaron con el paso del tiempo, demuestran el carácter eminentemente práctico, es decir, no credo, del judaísmo. El cumplimiento de ciertos ritos -la inmersión en una mikve (baño ritual), el brit milah (circuncisión) y la aceptación de las mitzvot (mandamientos de la Torá) como obligatorios- es la prueba de la fe del aspirante a converso. El converso es instruido en los puntos principales de la ley judía, mientras que la profesión de fe exigida se limita al reconocimiento de la unidad de Dios y al rechazo de la idolatría. Judah ha-Levi (Kuzari 1:115) expone todo el asunto de forma muy llamativa cuando dice:
No estamos equiparando con nosotros a una persona que entra en nuestra religión sólo por confesión. Exigimos obras, incluyendo en ese término la moderación, la pureza, el estudio de la Ley, la circuncisión y el cumplimiento de otros deberes exigidos por la Torá.
Para la preparación del converso, por lo tanto, no se empleaba otro método de instrucción que para la formación de uno nacido judío. El objetivo de la enseñanza era transmitir el conocimiento de la halajá (ley judía), cuya obediencia manifestaba la aceptación de los principios religiosos subyacentes; a saber, la existencia de Dios y la misión de Israel como pueblo de la alianza de Dios.

### ¿Los principios de la fe son inherentes a las mitzvot?
La controversia sobre si la práctica de las mitzvot en el judaísmo está intrínsecamente relacionada con los principios de fe del judaísmo, ha sido debatida por muchos estudiosos. Moses Mendelssohn, en su "Jerusalén", defendió el carácter no dogmático de la práctica del judaísmo. Más bien, afirmaba, las creencias del judaísmo, aunque reveladas por Dios en el judaísmo, consisten en verdades universales aplicables a toda la humanidad. El rabino Leopold Löw, entre otros, se posicionó en sentido contrario y consideró que la teoría mendelssohniana se había llevado más allá de sus límites legítimos. Subyacente a la práctica de la Ley estaba sin duda el reconocimiento de ciertos principios fundamentales, afirmaba, que culminaban en la creencia en Dios y en la revelación, e igualmente en la doctrina de la justicia divina.
El primero en intentar formular los principios judíos de la fe fue Filón de Alejandría. Enumeró cinco artículos: Dios es y gobierna; Dios es uno; el mundo fue creado por Dios; la Creación es una, y la providencia de Dios gobierna la Creación.

### Creencia en la Ley Oral
Muchos rabinos se vieron envueltos en controversias tanto con judíos como con no judíos, y tuvieron que fortificar su fe contra los ataques de la filosofía contemporánea, así como contra el cristianismo naciente. La Mishná (Tratado del Sanedrín xi. 1) excluye del mundo venidero a los epicúreos y a quienes niegan la creencia en la resurrección o en el origen divino de la Torá. El rabino Akiva también consideraba heréticos a los lectores de Sefarim Hetsonim -ciertos escritos extraños que no estaban canonizados-, así como a las personas que curaban mediante fórmulas mágicas susurradas. Abba Saúl designó como sospechosos de infidelidad a los que pronuncian el inefable nombre de Dios. Implícitamente, la doctrina contraria puede considerarse ortodoxa. Por otra parte, el propio Akiva declara que el mandamiento de amar al prójimo es el principio fundamental de la Torá; mientras que Ben Asa asigna esta distinción al versículo bíblico: "Este es el libro de las generaciones del hombre".
La definición de Hillel el Viejo en su entrevista con un aspirante a converso (Talmud, tratado Shabat 31a), encarna en la regla de oro el único artículo fundamental de la fe. A teacher of the 3rd century, Rabbi Simlai, traces the development of Jewish religious principles from Moses with his 613 mitzvot of prohibition and injunction, through David, who, according to this rabbi, enumerates eleven; through Isaiah, with six; Micah, with three; to Habakkuk who simply but impressively sums up all religious faith in the single phrase, "The pious lives in his faith" (Talmud, Mak., toward end). Como la ley judía ordena que uno debe preferir la muerte a un acto de idolatría, incesto, impudicia o asesinato, la inferencia es clara de que los principios positivos correspondientes se consideraban artículos fundamentales del judaísmo.

### La creencia en la época medieval
Las construcciones detalladas de los artículos de fe no encontraron favor en el judaísmo antes de la época medieval, cuando los judíos se vieron obligados a defender su fe de las inquisiciones, disputas y polémicas tanto islámicas como cristianas. La necesidad de defender su religión frente a los ataques de otras filosofías indujo a muchos líderes judíos a definir y formular sus creencias. "Emunot ve-Deot" de Saadia Gaon es una exposición de los principales principios del judaísmo. Se enumeran como: El mundo fue creado por Dios; Dios es uno e incorpóreo; creencia en la revelación (incluido el origen divino de la tradición); el hombre está llamado a la rectitud y dotado de todas las cualidades necesarias de mente y alma para evitar el pecado; creencia en la recompensa y el castigo; el alma es creada pura; tras la muerte, abandona el cuerpo; creencia en la resurreccción; expectativa mesiánica, retribución y juicio final.
Judah Halevi se esforzó, en su Kuzari por determinar los fundamentos del judaísmo sobre otra base. Rechaza toda apelación a la razón especulativa, repudiando el método del Motekallamin islámico. Los milagros y las tradiciones son, en su carácter natural, tanto la fuente como la prueba de la verdadera fe. Según este punto de vista, la razón especulativa se considera falible debido a la imposibilidad inherente de objetividad en las investigaciones con implicaciones morales.

### Los 13 principios de la fe de Maimónides
| 13 Principios de Fe Resumidos: 1. Creo con fe perfecta que el Creador, Bendito sea Su Nombre, es el Creador y Guía de todo lo que ha sido creado; sólo Él ha hecho, hace y hará todas las cosas. 2. Creo con fe perfecta que el Creador, Bendito sea Su Nombre, es Uno, y que no hay unidad en modo alguno como la Suya, y que sólo Él es nuestro Dios, que era, y es, y será. 3. Creo con fe perfecta que el Creador, Bendito sea Su Nombre, no tiene cuerpo, y que está libre de todas las propiedades de la materia, y que no puede haber comparación (física) con Él en absoluto. 4. Creo con fe perfecta que el Creador, Bendito sea Su Nombre, es el primero y el último. 5. Creo con fe perfecta que al Creador, Bendito sea Su Nombre, y sólo a Él, es correcto orar, y que no es correcto orar a ningún ser aparte de Él. 6. Creo con fe perfecta que todas las palabras de los profetas son verdaderas. 7. Creo con fe perfecta que la profecía de Moisés, nuestro maestro, la paz sea con él, era verdadera, y que él fue el principal de los profetas, tanto de los que le precedieron como de los que le siguieron. 8. Creo con fe perfecta que toda la Torá que ahora está en nuestro poder es la misma que le fue dada a Moisés nuestro maestro, la paz sea con él. 9. Creo con fe perfecta que esta Torah no será intercambiada, y que nunca habrá otra Torah del Creador, Bendito sea Su Nombre. 10. Creo con fe perfecta que el Creador, Bendito sea Su Nombre, conoce todos los actos de los seres humanos y todos sus pensamientos, como está escrito: "Quien formó los corazones de todos ellos, Quien comprende todas sus acciones" (Salmo 33:15). 11. Creo con fe perfecta que el Creador, Bendito sea Su Nombre, recompensa a los que guardan Sus mandamientos y castiga a los que los transgreden. 12. Creo con fe perfecta en la venida del Mesías; y aunque tarde, no obstante, espero cada día su venida. 13. Creo con perfecta fe que habrá un resurgimiento de los muertos en el momento en que le plazca al Creador, Bendito sea Su nombre, y Su mención sea exaltada por los siglos de los siglos. —— Maimonides [véase Birnbaum en p. 157] |

El rabino Moisés ben Maimón, más conocido como Maimónides o "El Rambam" (1135-1204 d. C.), vivió en una época en la que tanto el cristianismo como el islam desarrollaban teologías activas. A menudo, sus homólogos de otras religiones pedían a los eruditos judíos que dieran fe de su fe. Los 13 principios de la fe del Rambam fueron formulados en su comentario a la Mishná (tratado Sanedrín, capítulo 10). Fueron uno de los varios esfuerzos de los teólogos judíos de la Edad Media por crear una lista de este tipo. En la época de Maimónides, los centros de enseñanza y derecho judíos estaban dispersos geográficamente. El judaísmo ya no tenía una autoridad central que pudiera otorgar la aprobación oficial a sus principios de fe.
Los 13 principios de Maimónides fueron controvertidos cuando se propusieron por primera vez, suscitando las críticas de Crescas y José Albo. Suscitaron críticas por minimizar la aceptación de toda la Torá (Rabino S. de Montpelier, Yad Rama, Y. Alfacher, Rosh Amanah). Los 13 principios fueron ignorados por gran parte de la comunidad judía durante los siglos siguientes. (El dogma en el pensamiento judío medieval, Menachem Kellner). Con el tiempo, dos reformulaciones poéticas de estos principios (Ani Ma'amin y Yigdal) se canonizaron en el libro de oraciones judío. Con el tiempo, los 13 principios de fe de Maimónides se convirtieron en la declaración de fe más aceptada.
Es importante destacar que Maimónides, al enumerar lo anterior, añadió la siguiente advertencia: "No hay diferencia entre [la afirmación bíblica] 'su mujer era Mehitabel' [Génesis 10,6] por un lado [es decir, un versículo "sin importancia"], y 'Oye, Israel' por el otro [es decir, un versículo "importante"]... quien niega incluso tales versículos niega así a Dios y muestra desprecio por sus enseñanzas más que cualquier otro escéptico, porque sostiene que la Torá puede dividirse en dos partes, un versículo "importante"]... cualquiera que niegue incluso tales versículos niega así a Dios y muestra desprecio por sus enseñanzas más que cualquier otro escéptico, porque sostiene que la Torá puede dividirse en partes esenciales y no esenciales...". La singularidad de las 13 creencias fundamentales era que incluso un rechazo por ignorancia colocaba a uno fuera del judaísmo, mientras que el rechazo del resto de la Torá debía ser un acto consciente para sellar a uno como no creyente. Otros, como el rabino Joseph Albo y el Raavad, criticaron la lista de Maimónides por contener elementos que, si bien eran ciertos, en su opinión no colocaban en la categoría de herejes a quienes los rechazaban por ignorancia. Muchos otros criticaron cualquier formulación de este tipo por minimizar la aceptación de toda la Torá. Sin embargo, como se ha señalado, ni Maimónides ni sus contemporáneos consideraban que estos principios englobaran todas las creencias judías, sino más bien los fundamentos teológicos básicos de la aceptación del judaísmo.
Algunos eruditos ortodoxos modernos han señalado aparentes incoherencias en los escritos de Maimónides con respecto a los 13 principios de la fe.

### Artículos caraítas
Al mismo tiempo que Maimónides, el erudito y liturgista caraíta del siglo XII Judá ben Elías Hadassi formuló en su Eshkol ha-Kofer artículos de fe no rabínicos:

(1) Dios es el Creador de todos los seres creados; (2) es premundano y no tiene par ni asociado; (3) todo el universo es creado; (4) Dios llamó a Moisés y a los demás Profetas del canon bíblico; (5) sólo la Ley de Moisés es verdadera; (6) conocer el lenguaje de la Biblia es un deber religioso; (7) el Templo de Jerusalén es el palacio del Gobernante del mundo; (8) creencia en la Resurrección contemporánea con el advenimiento del Mesías; (9) juicio final; (10) retribución.
Judah ben Elijah Hadassi

### Después de Maimónides
Algunos sucesores de Maimónides, de los siglos XIII al XV — Nahmánides, Abba Mari ben Moses, Simón ben Zemah Durán, José Albo, Isaac Arama, y Joseph Jaabez — redujeron sus 13 artículos a tres creencias fundamentales: Creencia en Dios; en la Creación (o revelación); y en la providencia (or retribución).
Otros, como Crescas y David ben Samuel Estella, hablaron de siete artículos fundamentales, haciendo hincapié en el libre albedrío. Por otra parte, David ben Yom-Tob ibn Bilia, en su "Yesodot ha- Maskil" (Fundamentos del hombre pensante), añade a los 13 de Maimónides 13 propios, número que un contemporáneo de Albo eligió también para sus fundamentos; mientras que Jedaiah Penini, en el último capítulo de su "Behinat ha-Dat", enumera no menos de 35 principios cardinales.
Isaac Abarbanel, su "Rosh Amanah", adoptó la misma actitud ante el credo de Maimónides. Aunque defendió a Maimónides frente a Hasdai y Albo, se negó a aceptar artículos dogmáticos para el judaísmo, criticando cualquier formulación por minimizar la aceptación de las 613 mitzvot.

### La Ilustración
A finales del siglo XVIII, Europa se vio arrastrada por un conjunto de movimientos intelectuales, sociales y políticos, conocidos en su conjunto como la Ilustración. Estos movimientos promovieron el pensamiento científico, el librepensamiento y permitieron a la gente cuestionar dogmas religiosos hasta entonces inamovibles. Al igual que el cristianismo, el judaísmo desarrolló varias respuestas a este fenómeno sin precedentes. Una respuesta veía la iluminación como algo positivo, mientras que otra la veía como algo negativo. La Ilustración significó igualdad y libertad para muchos judíos en muchos países, por lo que se consideró que debía ser acogida calurosamente. El estudio científico de los textos religiosos permitiría estudiar la historia del judaísmo. Algunos judíos consideraban que el judaísmo debía aceptar el pensamiento secular moderno y cambiar en respuesta a estas ideas. Otros, sin embargo, creían que la naturaleza divina del judaísmo impedía cambiar cualquier creencia fundamental.
Aunque el ala modernista del judaísmo ortodoxo, liderada por rabinos como Samson Raphael Hirsch, estaba abierta a los nuevos tiempos, rechazaba cualquier duda en los fundamentos teológicos tradicionales del judaísmo. Los métodos de investigación histórico-críticos y la nueva filosofía condujeron a la formación de diversas confesiones no ortodoxas, así como de movimientos laicos judíos.

### Teología del Holocausto
Debido a la magnitud del Holocausto, muchas personas han reexaminado los puntos de vista teológicos clásicos sobre la bondad de Dios y sus acciones en el mundo. Algunos se preguntan si la gente puede seguir teniendo fe después del Holocausto. En la teología del Holocausto se exploran algunas respuestas teológicas a estas cuestiones.

## Principios de fe en el judaísmo moderno

### Judaísmo ortodoxo
El judaísmo ortodoxo se considera en continuidad directa con el judaísmo rabínico histórico. Por lo tanto, como en el caso anterior, acepta la especulación filosófica y las declaraciones de dogma sólo en la medida en que existan dentro del sistema de la Torá escrita y oral y sean compatibles con él. En la práctica, el judaísmo ortodoxo hace hincapié en el cumplimiento de los mandamientos. El dogma se considera el fundamento autocomprendido de la práctica de las Mitzvot.
Por ello, no existe una declaración oficial de principios. Más bien, se considera que todas las formulaciones de los primeros líderes aceptados de la Torá tienen una posible validez. Los 13 principios de Maimónides han sido citados por los adeptos como los más influyentes: A menudo se imprimen en los libros de oraciones, y en algunas congregaciones se canta un himno (Yigdal) que los incorpora los viernes por la noche.

### Judaísmo conservador
El judaísmo conservador se desarrolló en Europa y Estados Unidos a finales del siglo XIX, como reacción de los judíos a los cambios provocados por la Ilustración y la emancipación judías. En muchos sentidos, fue una reacción a lo que se consideraban excesos del movimiento reformista. Durante gran parte de la historia del movimiento, el judaísmo conservador evitó deliberadamente publicar explicaciones sistemáticas de teología y creencias; era un intento consciente de mantener unida a una amplia coalición. Esta preocupación dejó de ser un problema después de que el ala izquierda del movimiento se separara en 1968 para formar el movimiento reconstruccionista, y después de que el ala derecha se separara en 1985 para formar la Unión por el Judaísmo Tradicional.
En 1988, el Consejo de Liderazgo del Judaísmo Conservador publicó finalmente una declaración oficial de creencias, "Emet Ve-Emunah: Declaración de principios del judaísmo conservador". Señaló que un judío debe tener ciertas creencias. Sin embargo, el rabinato conservador también señala que la comunidad judía nunca desarrolló un único catecismo vinculante. Así, Emet Ve-Emunah afirma la creencia en Dios y en la revelación de Dios de la Torá a los judíos. Sin embargo, también afirma la legitimidad de las múltiples interpretaciones de estas cuestiones. El ateísmo, las visiones trinitarias de Dios y el politeísmo quedan descartados. También se rechazan todas las formas de relativismo, y también de literalismo y fundamentalismo. Enseña que la ley judía sigue siendo válida e indispensable, pero también mantiene una visión más abierta y flexible de cómo ha evolucionado y debe evolucionar la ley que la visión ortodoxa.

### Judaísmo reformista
El judaísmo reformista ha tenido varias plataformas oficiales, especialmente en Estados Unidos. La primera plataforma fue la Declaración de Principios de 1885 ("La Plataforma de Pittsburgh"), – la declaración adoptada en una reunión de rabinos reformistas de todo Estados Unidos celebrada del 16 al 19 de noviembre de 1885. 
La siguiente plataforma – The Guiding Principles of Reform Judaism ("The Columbus Platform") – fue publicada por la Central Conference of American Rabbis (CCAR) en 1937
El CCAR reescribió sus principios en 1976 con su Reform Judaism: A Centenary Perspective y los volvió a redactar en 1999 en A Statement of Principles for Reform Judaism. Aunque los borradores originales de la declaración de 1999 pedían a los judíos reformistas que consideraran la posibilidad de readoptar algunas prácticas tradicionales de forma voluntaria, los borradores posteriores eliminaron la mayoría de estas sugerencias. La versión final es, pues, similar a la declaración de 1976.
Según la CCAR, la autonomía personal sigue teniendo prioridad sobre estas plataformas; los laicos no tienen por qué aceptar todas, ni siquiera ninguna, de las creencias declaradas en estas plataformas. El presidente de la Conferencia Central de Rabinos Americanos (CCAR), el rabino Simeon J. Maslin, escribió un folleto sobre el judaísmo reformista titulado "What We Believe... What We Do...". Lo que hacemos...". En él se afirma que "si alguien intentara responder con autoridad a estas dos preguntas para todos los judíos reformistas, las respuestas de esa persona tendrían que ser falsas". ¿Por qué? Porque uno de los principios rectores del judaísmo reformista es la autonomía del individuo. Un judío reformista tiene derecho a decidir si se adhiere a esta creencia en particular o a esa práctica en particular". El judaísmo reformista afirma "el principio fundamental del liberalismo: que el individuo se acercará a este conjunto de mitzvot y minhagim con un espíritu de libertad y elección". Tradicionalmente, Israel comenzó con harut, el mandamiento grabado en las Tablas, que luego se convirtió en libertad. El judío reformista comienza con herut, la libertad de decidir qué será harut, grabado en las Tablas personales de su vida". [Bernard Martin, Ed., Contemporary Reform Jewish Thought, Quadrangle Books 1968]. Además de éstas, estaban las 42 Afirmaciones del Judaísmo Liberal en Gran Bretaña de 1992, y las más antiguas Richtlinien zu einem Programm für das liberale Judentum (1912) en Alemania, así como otras, todas ellas haciendo hincapié en la autonomía personal y la revelación continua.

### Judaísmo reconstruccionista
El judaísmo reconstruccionista es una confesión estadounidense con una teología naturalista desarrollada por el rabino Mordecai Kaplan. Esta teología es una variante del naturalismo de John Dewey, que combinaba creencias ateas con terminología religiosa para construir una filosofía religiosamente satisfactoria para quienes habían perdido la fe en la religión tradicional. [Véase id. en 385; pero véase Caplan en p. 23, nota de pie de página 62 ("La mayoría de las opiniones de Kaplan... se formularon antes de que leyera a Dewey o a [William] James".)] El reconstruccionismo postula que Dios no es personal ni sobrenatural. Más bien se dice que Dios es la suma de todos los procesos naturales que permiten al hombre autorrealizarse. El rabino Kaplan escribió que "creer en Dios significa dar por sentado que el destino del hombre es elevarse por encima del bruto y eliminar todas las formas de violencia y explotación de la sociedad humana".
Muchos judíos reconstruccionistas rechazan el teísmo y se definen como naturalistas religiosos. Estos puntos de vista han sido criticados alegando que en realidad son ateos, lo que sólo se ha hecho aceptable para los judíos reescribiendo el diccionario. Una minoría significativa de reconstruccionistas se ha negado a aceptar la teología de Kaplan y, en su lugar, afirma una visión teísta de Dios.
Al igual que el judaísmo reformista, el judaísmo reconstruccionista sostiene que la autonomía personal tiene prioridad sobre la ley y la teología judías. No pide que sus adeptos se adhieran a ninguna creencia en particular, ni que se acepte la halaja como normativa. En 1986, la Asociación Rabínica Reconstruccionista (RRA) y la Federación de Congregaciones Reconstruccionistas (FRC) aprobaron la "Plataforma sobre el Reconstruccionismo" oficial (2 páginas). No se trata de una declaración obligatoria de principios, sino más bien de un consenso sobre las creencias actuales. [FRC Newsletter, Sept. 1986, páginas D, E.] Los puntos principales de la plataforma afirman que:
- El judaísmo es el resultado de un desarrollo humano natural. No existe la intervención divina.
- El judaísmo es una civilización religiosa en evolución.
- Se fomenta el sionismo y la aliá (inmigración a Israel).
- Los laicos pueden tomar decisiones, no sólo los rabinos.
- La Torá no fue inspirada por Dios; sólo procede del desarrollo social e histórico del pueblo judío.
- Se rechazan todas las visiones clásicas de Dios. Dios se redefine como la suma de poderes o procesos naturales que permiten a la humanidad realizarse y mejorar moralmente.
- La idea de que Dios eligió al pueblo judío para cualquier propósito, de cualquier manera, es "moralmente insostenible", porque cualquiera que tenga tales creencias "implica la superioridad de la comunidad elegida y el rechazo de los demás". Esto pone a los judíos reconstruccionistas en desacuerdo con todos los demás judíos, ya que parece acusar a todos los demás judíos de ser racistas. Los judíos ajenos al movimiento reconstruccionista rechazan enérgicamente esta acusación.

Aunque el judaísmo reconstruccionista no exige a sus miembros que se adhieran a ningún dogma en particular, el movimiento reconstruccionista rechaza activamente o margina ciertas creencias mantenidas por otras ramas del judaísmo, incluidos muchos (si no todos) de los 13 Principios. Por ejemplo, el rabino Kaplan "rechazaba la concepción judía tradicional del mesianismo. Su Dios no tenía la capacidad de suspender el orden natural, y por tanto no podía enviar a un agente divino de la casa de David que trajera una redención milagrosa". Más bien, en consonancia con los principios naturalistas reconstruccionistas, "Kaplan creía firmemente que, en última instancia, el mundo se perfeccionaría, pero sólo como resultado de los esfuerzos combinados de la humanidad a lo largo de generaciones." (Id. en 57.) Del mismo modo, el reconstruccionismo rechaza el decimotercer principio de la resurrección de los muertos, que Kaplan creía que "pertenecía a una cosmovisión sobrenatural rechazada por los modernos". (Id. en 58.) Así, el libro de oraciones sabáticas reconstruccionista borra todas las referencias a una figura mesiánica, y la 'Amida diaria sustituye la bendición tradicional de revivir a los muertos por una que bendice a Dios "que en el amor recuerda a Tus criaturas hasta la vida". (Id. en 57-59.)